# Minnetrunk
Der Minnetrunk bzw. das Minnetrinken ist ein Brauch, der auf vorchristlich-germanische Ursprünge zurückgeführt wird. Er gehört zur Minne im weiteren Sinn und diente zum ehrenden Gedenken an oder zur Verehrung von Göttern, Verstorbenen und christlichen Heiligen. Mit dem Johanneswein (Johannesminne) und dem Sebastianswein (Sebastiansminne) zählen auch zwei Bräuche zum Minnetrinken, die bis ins 20. Jahrhundert praktiziert wurden. 